# Steve Purdy
Steven Francis Gordon Purdy Ramos (* 5. Februar 1985 in Bakersfield, Kalifornien) ist ein salvadorianischer ehemaliger Fußballspieler, der auch 15-maliger Nationalspieler ist.

## Spielerkarriere

### Jugend und College
Purdy besuchte die Archbishop Mitty High School in San José, Kalifornien. Anschließend spielte er an der University of California in Berkeley, Kalifornien College-Soccer für die California Golden Bears. Nebenbei war 2006 für die San Francisco Seals in der USL Premier Development League aktiv.

### Über Deutschland in die MLS
Nach seiner Zeit am College wechselte er Zum Jahresbeginn 2007 zum TSV 1860 München. Dort war er für die U23 in der Regionalliga vorgesehen. In der laufenden Spielzeit kam er aber nur einmal zum Einsatz, beim vorletzten Heimspiel gegen SV Wehen Wiesbaden. In der anschließenden Spielzeit war er Stammspieler in der zweiten Mannschaft der Löwen und kam auf 25 Einsätze. In der Rückrunde fiel er verletzungsbedingt mehrere Wochen aus. Am 26. Oktober 2007 stand er zum einzigen Mal im Zweitligakader der Sechzger, er kam beim Heimspiel gegen die Kickers Offenbach aber nicht zum Einsatz. Im Sommer 2008 verließ er den TSV 1860 wieder.
Am 14. Januar 2009 wechselte Purdy zum FC Dallas. Sein Debüt gab er am 21. März 2009 im ersten Spiel der Saison 2009. Am Ende der Saison wurde Purdy freigestellt, damit Dallas Heath Pearce verpflichten konnte. Ein paar Tage später wurde Purdy wieder eingestellt.

### Portland Timbers und danach
Am 2. April 2010 wechselte Steve Purdy zu den Portland Timbers in die damalige USSF Division 2 Professional League. Er konnte sich schnell bei den Timbers zu einer wichtigen Stütze innerhalb der Mannschaft etablieren. Am 26. Januar 2011 wechselte er in das neue MLS-Franchise der Timbers. 2013 verließ er den Verein, spielte kurz für Chivas USA und pausierte dann, bis er nach einem letzten Vertrag 2016 für Orange County SC die Karriere endgültig beendete.

### Nationalmannschaft

#### USA
Purdy war Teil verschiedener Jugendnationalauswahlen der USA. 2007 wurde er für ein Spiel der Fußballnationalmannschaft der Vereinigten Staaten berufen. Im Spiel gegen die Schweiz wurde er aber nicht eingesetzt.

#### El Salvador
Purdy, dessen Vorfahren aus El Salvador stammen, gab 2010 in einem Interview bekannt, gerne für die Nationalmannschaft des mittelamerikanischen Landes spielen zu wollen. Der ehemalige Nationaltrainer Carlos de los Cobos, gab ebenfalls bekannt, Purdy als Spieler in seiner Auswahl haben zu wollen.
Am 11. Mai 2011 erhielt Purdy einen salvadorianischen Pass. Schon vorher, am 17. März 2011, wurde Purdy für zwei Spiele in die Salvadorianische Fußballnationalmannschaft berufen. Der Fußballverband El Salvadors hatte aber versäumt, Portland 15 Tage vorher, laut FIFA-Statuten, um eine Freistellung zu ersuchen. Aus diesem Grund stellten die Timbers Purdy nicht frei.
Er stand im Kader El Salvadors für den CONCACAF Gold Cup 2011, wo er auch sein erstes Länderspiel bestritt. Im Viertelfinalspiel gegen Panama war er in der Startaufstellung.